# Karty SIM
Karty SIM – debiutancki album studyjny polskiego zespołu hip-hopowego RH- w składzie Hades i Rak Raczej. Wydawnictwo ukazało się 13 stycznia 2014 roku nakładem wytwórni muzycznej Prosto. Materiał został w całości wyprodukowany przez O.S.T.R.-a, który nagrał ponadto zwrotkę do jednego z utworów. Wśród gości na płycie znaleźli się Siwers, Pih, Biak, Sughar, Sarius i Sensi. Liczne scratche na płycie zrealizowali DJ Kebs, DJ Haem, DJ Wojak, DJ Lolo, DJ Falcon1 oraz DJ Eprom.
Płyta dotarła do 6. miejsca zestawienia OLiS.
W edycji specjalnej album Karty SIM został wzbogacony o minialbum EP, który pierwotnie został wydany w 2011 roku wraz z debiutanckim albumem solowym Hadesa – Nowe dobro to zło.

## Lista utworów
Opracowano na podstawie materiału źródłowego.
1. „Intro” (produkcja: O.S.T.R.) – 1:19
2. „Karty SIM” (scratche: DJ Kebs, produkcja: O.S.T.R.) – 2:59
3. „Komiks” (scratche: DJ Haem, DJ Kebs, produkcja: O.S.T.R.) – 3:18
4. „Choroba psychiczna” (gościnnie: Siwers i Pih, scratche: DJ Kebs, produkcja: O.S.T.R.) – 5:21
5. „Nie mam sumienia” (scratche: DJ Haem, produkcja: O.S.T.R.) – 2:57
6. „Plotka” (scratche: DJ Kebs, produkcja: O.S.T.R.) – 3:15
7. „Cudze potrzeby” (scratche: DJ Kebs, produkcja: O.S.T.R.) – 3:28
8. „Ostatnia linia frontu” (produkcja: O.S.T.R.) – 4:25
9. „Sensei” (gościnnie: Sarius i Sensi, produkcja: O.S.T.R.) – 4:54
10. „Bity, rymy, życie” (gościnnie: O.S.T.R, scratche: DJ Wojak, produkcja: O.S.T.R.) – 4:22
11. „Beton i rdza” (scratche: DJ Lolo, produkcja: O.S.T.R.) – 3:01
12. „Będą problemy” (produkcja: O.S.T.R.) – 4:00
13. „Spalić ogień” (gościnnie: Sughar, produkcja: O.S.T.R.) – 5:15
14. „Światła miasta” (scratche: DJ Falcon1, DJ Kebs, produkcja: O.S.T.R.) – 3:29
15. „Sny” (gościnnie: Biak, scratche: DJ Kebs, produkcja: O.S.T.R.) – 4:43
16. „Siedem” (scratche: DJ Eprom, DJ Wojak, produkcja: O.S.T.R.) – 4:10
17. „Jaka szkoda” (scratche: DJ Eprom, DJ Kebs, produkcja: O.S.T.R.) – 4:36